# Norman Foster (arhitekt)
Norman Robert Foster, baron Foster Thames Bank, angleški arhitekt in oblikovalec (* 1. junij 1935). 
Foster je tesno povezan z razvojem visokotehnološke arhitekture in je priznan kot ključna oseba v britanski modernistični arhitekturi. Njegova arhitekturna pisarna Foster + Partners, ki je bila prvič ustanovljena leta 1967 kot Foster Associates, je največja v Združenem kraljestvu in ima pisarne po vsem svetu. Je predsednik Fundacije Normana Fosterja, ustanovljene za »spodbujanje interdisciplinarnega razmišljanja in raziskav, da bi novim generacijam arhitektov, oblikovalcev in urbanistov pomagali predvideti prihodnost«. Fundacija, ki je bila odprta junija 2017, ima sedež v Madridu in deluje po vsem svetu. Foster je leta 1999 prejel Pritzkerjevo nagrado.

## Zgodnje življenje in izobraževanje
Norman Robert Foster se je rodil leta 1935 v kraju Reddish, 3,2 kmseverno od Stockporta, ki je bil takrat del Lancashirea. Bil je edini otrok Roberta in Lilian Foster (rojena Smith). Družina se je preselila v Levenshulme blizu Manchestra, kjer so živeli v revščini. Njegov oče je bil strojni slikar v tovarni Metropolitan-Vickers v Trafford Parku, kar je vplivalo na Normana, da se je lotil inženiringa, oblikovanja in nazadnje arhitekture. Njegova mati je delala v lokalni pekarni. Fosterjeva starša sta bila marljiva in pridna delavca, ki sta pogosto rabila sosede in družinske člane, ki so skrbeli za njunega sina, kar je kasneje po Fosterjevem prepričanju omejevalo njegov odnos z mamo in očetom.
Foster je obiskoval deško gimnazijo Burnage v mestu Burnage, kjer so ga sošolci ustrahovali in se je lotil branja. V zgodnjih letih se je imel za tihega in nerodnega. Pri 16 letih je zapustil šolo in opravil sprejemni izpit za pripravniško shemo, ki jo je ustanovila mestna hiša v Manchestru, kar ga je pripeljalo do njegove prve zaposlitve, pisarniškega podmladka in uradnika v blagajniškem oddelku. Leta 1953 je Foster končal svojo državno službo v Kraljevih letalskih silah, letalstvo pa je izbral, ker je bilo letalo njegov dolgoletni hobi. Po vrnitvi v Manchester je Foster nasprotoval željam staršev in poiskal zaposlitev drugje. Takrat je imel sedem O-stopenj in se je prijavil za delo v podjetju za razmnoževalne stroje, pri čemer je anketarju povedal, da se je prijavil za službeni avto in 1000 funtov plače. Namesto tega je postal pomočnik pogodbenega vodje pri lokalnih arhitektih, John E. Beardshaw and Partners. Osebje mu je svetovalo, naj, če želi postati arhitekt, pripravi portfelj risb z uporabo perspektive in trgovinskih risb iz Beardshawove prakse kot primera. Beardshaw je bil tako navdušen nad Fosterjevimi risbami, da ga je povišal na oddelek za risanje.
Leta 1956 je Foster začel študirati na Šoli za arhitekturo in urbanistično načrtovanje, ki je del Univerze v Manchestru. Ni bil upravičen do subvencije za preživnino, zato se je zaposlil s krajšim delovnim časom, da bi financiral svoj študij, vključno s prodajalcem sladoleda, nočnimi izmenami v pekarni, kjer je izdeloval palačinke.] V tem času je tudi študiral v lokalni knjižnici v Levenshulmeju. Njegov talent in trdo delo sta bila prepoznana leta 1959, ko je prejel 105 funtov in srebrno medaljo RIBA za, kar je opisal kot »izmerjeno risbo mlina na veter«. Mlin na veter, ki ga je narisal, je bil Bourn Windmill, Cambridgeshire. Po diplomi leta 1961 je Foster prejel Henryjevo štipendijo na šoli za arhitekturo Yale v New Havenu v Connecticutu, kjer je spoznal bodočega poslovnega partnerja Richarda Rogersa in magistriral. Na predlog umetnostnega zgodovinarja Yala Vincenta Scullyja sta par eno leto potovala po Ameriki, da bi študirala arhitekturo.

## Kariera

### 1960–1980
Leta 1963 se je Foster vrnil v Združeno kraljestvo in ustanovil lastno arhitekturno podjetje Team 4 z Rogersom, Su Brumwellom ter sestrama Georgie in Wendy Cheesman. Med njihovimi prvimi projekti je bil Cockpit, minimalistični stekleni mehurček, nameščen v Cornwallu, katerega značilnosti so postale ponavljajoča se tema Fosterjevih prihodnjih projektov. Potem ko se je četverica leta 1967 ločila, sta Foster in Wendy ustanovila novo prakso, Foster Associates. Od leta 1968 do 1983 je Foster sodeloval z ameriškim arhitektom Richardom Buckminsterjem Fullerjem pri več projektih, ki so postali katalizatorji v razvoju okoljsko občutljivega pristopa k oblikovanju, kot je Gledališče Samuel Beckett na St Peter's College v Oxfordu.
Foster Associates se je do leta 1969 osredotočil na industrijske stavbe, ko je biro delal na upravnem in rekreacijskem centru za Fred. Olsen Lines s sedežem v londonskem Docklandsu, ki je združeval delavce in menedžerje v istem pisarniškem prostoru. Temu je leta 1970 sledila prva napihljiva poslovna stavba na svetu za Computer Technology Limited v bližini Hemel Hempsteada, v kateri je eno leto delalo 70 zaposlenih. Prebojni projekt biroja v Angliji je sledil leta 1974 z dokončanjem sedeža Willis Faber & Dumas v Ipswichu, ki je bil naročen leta 1970 in dokončan leta 1975. Stranka, družinska zavarovalnica, je želela na delovnem mestu povrniti občutek skupnosti. Kot odgovor je Foster zasnoval prostor z modularnimi pisarniškimi tlemi odprtega tipa, veliko preden je odprt tloris postal norma, in v stavbo postavil strešni vrt, 25-metrski bazen in telovadnico, da bi izboljšal kakovost življenja za 1200 zaposlenih v podjetju. Stavba ima stekleno fasado v polni višini, ki je oblikovana v skladu s srednjeveškim uličnim načrtom in prispeva dramatiko, saj se ob soncu rahlo spreminja od neprozorne, odsevne črne do žareče prosojnosti, osvetljene od zadaj. Zasnovo je navdihnila stavba Daily Express v Manchestru, ki jo je Foster občudoval kot mladostnik. Stavba je zdaj uvrščena na seznam I. stopnje zaščite. Center za vizualne umetnosti Sainsbury, umetniška galerija in muzej v kampusu Univerze East Anglia v Norwichu, je bila ena prvih večjih javnih stavb, ki jih je zasnoval Foster, dokončana leta 1978 in decembra 2012 postala uvrščena na seznam stopnje II*.
Leta 1981 je Foster prejel naročilo za gradnjo nove stavbe terminala na londonskem letališču Stansted. Stavba, ki jo je izvedlo podjetje Foster + Partners, je bila priznana kot mejnik visokotehnološke arhitekture, odprta za javnost leta 1991 in leta 1990 prejela nagrado Evropske unije za sodobno arhitekturo / nagrado Mies van der Rohe. Kot del razvoja projekta sta leta 1988 Foster in britanski umetnik Brian Clarke podala več predlogov za celostno umetniško delo iz barvnega stekla za stavbo terminala; glavni predlog bi predvideval stene vzhodnega in zahodnega terminala, oblečene v dva niza tradicionalno ustno pihanega osvinčenega stekla. Zaradi zapletenih tehničnih in varnostnih razlogov prvotnega načrta, ki ga je Clarke štel za svoj magnum opus, ni bilo mogoče izvesti. Čeprav neuresničeno, je sodelovanje zgodovinsko pomembno zaradi svojega obsega, uvedbe barv in materialov, ki so na splošno obravnavani kot nasprotje visokotehnološki arhitekturi, v ključno delo tega gibanja, in ker je bilo prvič v zgodovini vitražev, da je bilo v ustvarjalnem procesu uporabljeno računalniško podprto oblikovanje.
Foster si je pridobil ugled z načrtovanjem poslovnih stavb. V 1980-ih je za Hongkong and Shanghai Banking Corporation (ustanovnega člana bodočega HSBC Holdings plc) zasnoval glavno stavbo HSBC v Hong Kongu, takrat najdražjo stavbo, ki je bila kdaj zgrajena. Stavbo zaznamuje visoka stopnja svetlobne transparentnosti, saj ima vseh 3500 delavcev pogled na Victoria Peak ali Victoria Harbour. Foster je dejal, da če podjetje ne bi dobilo naročila, bi verjetno bankrotiralo.

### 1990–danes
Fosterju je bila dodeljena naloga za razvoj na mestu Baltic Exchange, ki ga je bomba IRA v 1990-ih nepopravljivo poškodovala. Foster + Partners je predložil načrt za 385 metrov visok nebotičnik, London Millennium Tower, vendar je bila njegova višina ocenjena kot pretirana za londonsko obzorje. Predlog je bil opuščen in namesto tega je Foster predlagal 30 St Mary Axe, popularno imenovan 'Kumara', po svoji obliki. Foster je sodeloval z inženirji pri integraciji kompleksnih računalniških sistemov z najosnovnejšimi fizikalnimi zakoni, kot je konvekcija. Leta 1999 se je podjetje preimenovalo v Foster + Partners.
Do takrat se je Fosterjev slog razvil iz prejšnje prefinjene visokotehnološke vizije, ki je bila pod vplivom strojev, v bolj ostro modernost. Leta 2004 je Foster zasnoval najvišji most na svetu, viadukt Millau v južni Franciji, z navedbo župana mesta Millau Jacquesa Godfraina; »Arhitekt Norman Foster nam je dal model umetnosti«.
Foster je sodeloval s Stevom Jobsom približno od leta 2009 do Jobsove smrti pri oblikovanju Applovih pisarn, Apple Campus 2 (zdaj imenovan Apple Park), v Cupertinu v Kaliforniji, ZDA. Applov upravni odbor in osebje sta nadaljevala delo s Fosterjem, ko je bilo načrtovanje končano in gradnja v teku. Okrogla stavba je bila odprta za zaposlene aprila 2017, šest let po Jobsovi smrti leta 2011.
Januarja 2007 je Sunday Times poročal, da je Foster poklical podjetje Catalyst, poslovno finančno hišo, da najde kupce za Foster + Partners. Foster se ne namerava upokojiti, temveč prodati svoj 80–90-odstotni delež v podjetju, ki je ocenjen na 300 do 500 milijonov funtov. Leta 2007 je sodeloval s Philippeom Starckom in sirom Richardom Bransonom iz skupine Virgin za načrte Virgin Galactic.
Foster trenutno sedi v upravnem odboru arhitekturne dobrodelne organizacije Article 25, ki načrtuje, gradi in upravlja inovativne, varne in trajnostne stavbe v nekaterih najbolj negostoljubnih in nestabilnih regijah sveta. Bil je tudi v upravnem odboru The Architecture Foundation. Foster verjame, da je privabljanje mladih talentov bistveno, in je ponosen, da je povprečna starost ljudi, ki delajo za Foster and Partners, 32 let, tako kot leta 1967.
Maja 2022 je bilo objavljeno, da bo Foster pomagal pri načrtovanju obnove v Ukrajini po koncu ruske invazije na Ukrajino leta 2022.
Do leta 2024 je Foster + Partners zaslužil več kot pol milijarde dolarjev honorarjev. 40 % honorarjev Foster + Partnerja so plačale stranke na Bližnjem vzhodu.

## Osebno življenje

### Družina
Foster je bil poročen trikrat. Njegova prva žena Wendy Cheesman, ena od štirih ustanoviteljev ekipe Team 4, je leta 1989 umrla zaradi raka. Od leta 1991 do 1995 je bil Foster poročen z Begum Sabiha Rumani Malik. Zakon se je končal z ločitvijo. Leta 1996 se je Foster poročil s špansko psihologinjo in kustosinjo umetnosti Eleno Ochoa. Ima pet otrok; dva od štirih sinov, ki jih je imel s Cheesmanovo, sta posvojena.

### Zdravje
V 2000-ih so Fosterju diagnosticirali raka na črevesju in rekli so mu, da ima še tedne življenja. Prejel je kemoterapijo in popolnoma okreval. Preživel je tudi srčni infarkt.

## Časti
oster je leta 1990 postal vitez bachelor na podelitvi rojstnih dnevov in s tem prejel naziv sir. Leta 1997 je bil imenovan za častni red (OM). Leta 1999 so ob rojstnem dnevu razglasili Fosterjevo povišanje v plemiški stan in julija je postal baron Foster iz Thames Bank, Reddish v okrožju Greater Manchester.
Foster je bil 19. maja 1983 izvoljen za pridruženega člana Kraljeve akademije (ARA) in 26. junija 1991 za kraljevega akademika (RA). Leta 1995 je bil izvoljen za častnega člana Kraljeve inženirske akademije (HonFREng). 24. aprila 2017 je prejel Freedom mesta London. Stavba Bloomberg London je oktobra 2018 prejela Stirlingovo nagrado.
Leta 1986 je prejel častni doktorat Univerze v Bathu.

## Priznanje
Foster je leta 2007 prejel nagrado Lynn S. Beedle za življenjske dosežke, ki jo podeljuje Svet za visoke stavbe in urbane habitate, v čast njegovim prispevkom k napredku visokih stavb.
Prejel je nagrado Aga Khan za arhitekturo za Univerzo za tehnologijo Petronas v Maleziji, leta 2008 pa je prejel častno diplomo Dundee School of Architecture na Univerzi v Dundeeju. Leta 2009 je prejel nagrado princa Asturijskega v kategoriji "Umetnost". Leta 2017 je prejel nagrado Golden Plate Ameriške akademije za dosežke, ki jo je podelil član Sveta za nagrade lord Jacob Rothschild med mednarodnim vrhom dosežkov v Londonu. Leta 2012 je bil Foster med britanskimi kulturniki, ki jih je umetnik Sir Peter Blake izbral za nastop v novi različici njegove najbolj znane umetnine – Sgt. Pepper's Lonely Hearts Club Band naslovnica albuma – v čast britanskim kulturnikom svojega življenja, ki jih najbolj občuduje.

### Dokumentarni filmi
- How Much Does Your Building Weigh, Mr. Foster? (dir. Carlos Carcass and Norberto Lopez Amado, 2010, 78 minutes)
- Striving for Simplicity (Producer: Marc-Christoph Wagner, Copyright: Louisiana Channel, Louisiana Museum of Modern Art, 2015, 41 minutes)